# Adam Weissman
Adam Weissman es un director de televisión estadounidense.

## Carrera
Adam Weissman es de Nueva York, y comenzó su carrera como asistente de producción en los años 1980, antes de dirigir anuncios de televisión.
En 1990, Weissman escribió, produjo, dirigió y financió, un cortometraje titulado El Proyecto Norton, ganando premios en el Chicago Film Festival, en el International Film and TV Festival of NY, y en el CINE Competition. A continuación, se trasladó a Los Ángeles, para dirigir episodios de numerosas series Nickelodeon en la década de 1990, entre ellos, Welcome Freshmen, My Brother and Me, Space Cases, The Mystery Files of Shelby Woo y Are You Afraid of the Dark?. Posteriormente Weissman se trasladó temporalmente a Canadá, dirigiento varios episodios de Zixx, Vampire High, Fries with That?, Billable Hours, y Tales from the Neverending Story.
Weissman continúa dirigiendo tanto para producciones estadounidenses como canadienses a saber: True Jackson, VP, Drake & Josh, iCarly, Ned's Declassified School Survival Guide, Good Luck Charlie, Hannah Montana, Zoey 101, Victorious (estadounidenses) ; The Troop, Infected, Mr. Young,Cartoon Gene, A.N.T. Farm (canadienses).